# 남제주 강병대교회
남제주 강병대교회(南濟州 强兵臺敎會)는 대한민국 제주특별자치도 서귀포시 대정읍에 있는 종교시설이다. 2002년 5월 31일 대한민국의 국가등록문화재 제38호로 지정되었다.
6`25 발발 이후 제주도 모슬포에 육군 제1훈련소가 설치되고 훈련장병의 정신력을 강화하기 위해 본 교회가 설립되어 역사적 가치, 특히 군사적 또는 국방기념물로서의 가치가 높다. 제주도산 현무암을 사용하여 벽체를 쌓고 목조트러스위에 함석지붕을 씌운 등, 건축기술자의 참여없이 건축될 수 밖에 없었던 6`25 당시의 상황을 엿볼 수 있다.

## 개요
모슬포에 육군 제1훈련소가 이전(1951년 1월)된 후 1952년 1월 10일 훈련소장으로 취임한 장도영 소장이 장병들이 정신적 양식과 종교적 생활을 통해 강인한 정신력을 불어넣어주기 위해 1952년 5월 1일 대정읍 상모리 3846번지에서 착공, 같은 해 9월 14일 교회를 준공했다.
1953년 1월 21일 육군 제1훈련소가 ‘강병대(强兵臺)’로 명칭이 개정되면서 교회 이름도 자연스럽게 지금의 강병대 교회로 정착됐다.
1965년에는 공군 30단 308부대로 편입돼 기지교회로 발족되면서 이듬해 교회 부설 신우고등공민학교(야간 중학과정)가 개설됐다.
1977년 지붕과 천장 탑판이 교체됐고, 1995년 교회 사용 목적으로 내부가 전면 보수됐다.

## 참고 자료
- 남제주 강병대교회 - 국가유산청 국가유산포털